# Загребський університет
Загребський університет (хорв. Sveučilište u Zagrebu, лат. Universitas Studiorum Zagrabiensis) — університет у столиці Хорватії місті Загребі, найбільший у країні і найстаріший університет Південно-Східної Європи.

## Історія
На початку XVII ст. в Загребі єзуїтами був заснований теологічний факультет, у 1662 році — філософський факультет. 23 вересня 1669 року імператор і король Леопольд I Габсбург видав декрет про заснування Єзуїтської академії вільного Королівського міста Загреб.
У 1772—1776 роках у Загребі створюється академія. У 1873 році Національні збори Хорватії ухвалили рішення про відкриття в Загребі університету (закон про його організацію був ухвалений в січні 1874 року). Тобто університет отримав права університету.
У 1874 році в університеті були три факультети: теологічний, філософський і юридичний; у 1930-му було 8 факультетів: теологічний, філософський, юридичний, медичний, лісотехнічний і сільськогосподарський, фармацевтичний, ветеринарний, технічний. В університеті виучувалися близько 4 тис. студентів.
Після встановлення народної влади в Югославії Загребський університет піддався значній реорганізації і реформуванню, у 1948 році були створені нові факультети.
У 1970/1971 навчальному році в університеті було 25 факультетів і три вищі школи: у самому Загребі знаходилися факультети філософії, права, економічний, природничо-математичний, медичний, стоматологічний, ветеринарний, біохімії і фармацевтичний, геодезичний, цивільного будівництва, суднобудівний, технологічний електротехнічний; гірський, геології і нафти; сільськогосподарський, лісотехнічний, політичних наук і дві вищі школи — дефектології і фізкультури.
У Задарі — філософський факультет, в Осієку — економічна і Вища школа сільського господарства, в Рієці — інженерний, медичний і економічний факультети, в Спліті — хіміко-технологічний, правничий і електротехнічний факультети.
У 1970/1971 навчальному році в університеті виучувалося близько 30 тис. студентів: працювало понад 3 тис. викладачів. Бібліотека університету налічувала в 1971 понад 800 тис. томів.
У 1977/1978 навчальному році — 23 факультети: філософський, юридичний, економічний, природничих наук і математики, медицини, архітектури тощо, на яких навчалося близько 27 тис. студентів. При виші працюють інститути хімії, фізики, ботаніки, країн, що розвиваються, соціологічних досліджень, центри — історії Хорватії, документації, обчислювальний тощо. Університетська бібліотека, що була заснована на поч. XVII ст. і зараз має статус національної. Університетська бібліотека має у фондах понад 2 млн томів і є найбільшою науковою бібліотекою країни.

## Структура
Станом на 2011 рік, університет складається з 29 факультетів, 3 академій, 3 центрів і 2 студентських центрів.

### Факультети
- Факультет сільськогосподарських наук
- Архітектурний факультет
- Хіміко-технологічний факультет
- Факультет цивільного будівництва
- Факультет освіти та реабілітації наук
- Факультет електротехніки та обчислювальної техніки
- Факультет харчових та біотехнологій
- Лісовий факультет
- Факультет геодезії
- Геотехнологічний факультет
- Факультет графічних мистецтв
- Факультет фізичної культури
- Факультет права
- Факультет машинобудування і суднобудування
- Металургійний факультет
- Факультет гірничих наук, геології і нафтовидобутку
- Факультет організації та інформатики
- Фармацевтично-біохімічний факультет
- Філософський факультет
- Факультет політичних наук
- Природничо-математичний факультет
- Факультет текстильної технології
- Факультет транспортних наук
- Ветеринарний факультет
- Економічний факультет — Вища школа економіки і бізнесу
- Медичний факультет
- Стоматологічний факультет
- Педагогічний факультет
- Факультет католицької теології

### Академії
- Академія мистецтв
- Академія драматичного мистецтва
- Музична академія

Університетські центри:
- Університетський обчислювальний центр
- Центр поглибленого академічного навчання в Дубровнику

Студентські центри:
- Студентський центр у Загребі
- Студентський центр у Вараждині

Також при університеті діє видавництво «Лібер».

## Видатні випускники
- Іво Андрич — Нобелівський лауреат літератури
- Іво Йосипович — 3-й президент Хорватії
- Ядранка Косор — прем'єр-міністр Хорватії (2009—2011)
- Степан Месич — 2-й президент Хорватії (2000—2010)
- Франьо Туджман — 1-й президент Хорватії (1990—1999)
- Івіца Рачан — прем'єр-міністр Хорватії (2000—2003)
- Владимир Бакарич — прем'єр-міністр Хорватії (1945—1953)
- Савка Дабчевич-Кучар — прем'єр-міністр Хорватії (1967—1969)
- Янко Бобетко — хорватський генерал армії
- Люпчо Йордановський — македонський політик
- Сибіла Петлевська — хорватська поетеса
- Анте Старчевич — хорватський політик
- Славко Михалич — хорватський поет, письменник
- Іван Мештрович — хорватський скульптор
- Воїслав Нікчевич — чорногорський лінгвіст
- Вук Врчевич — письменник, перекладач